# Волковинський Валерій Миколайович
Вале́рій Микола́йович Волкови́нський (15 червня 1948, м. Тараща, Київської області — 28 червня 2006, м. Київ) — український історик, архівознавець, археограф, доктор історичних наук. Лауреат премії НАН України імені М. С. Грушевського (1995).

## Біографія
Народився в місті Таращі Київської області у родині службовців. Після закінчення школи в 1966 році вступив до Київського державного університету імені Тараса Шевченка. У дипломі отриманому в 1971 році значиться: «історик-архівіст, викладач історії та суспільствознавства».
Наукову діяльність розпочав на посаді молодшого наукового співробітника Центрального державного архіву Жовтневої революції і соціалістичного будівництва УРСР.
З 1975 року працював старшим науковим співробітником науково-видавничого відділу Головархіву УРСР.
В 1981 році захистив кандидатську дисертацію на тему «Участь трудящих Української РСР в зміцненні Червоної Армії (1921—1925)» в Інституті історії Академії наук УРСР.
Протягом майже десяти років був заступником головного редактора часопису «Архіви України».
З 1988 року працював на посаді керівника відділу використання та публікації документів Головархіву УРСР. Брав активну участь у підготовці чималої низки збірників документів та матеріалів.
Протягом 1990 — 1995 років — заступник головного редактора «Українського історичного журналу». З 1996 року — головний редактор тижневика «Історія України».

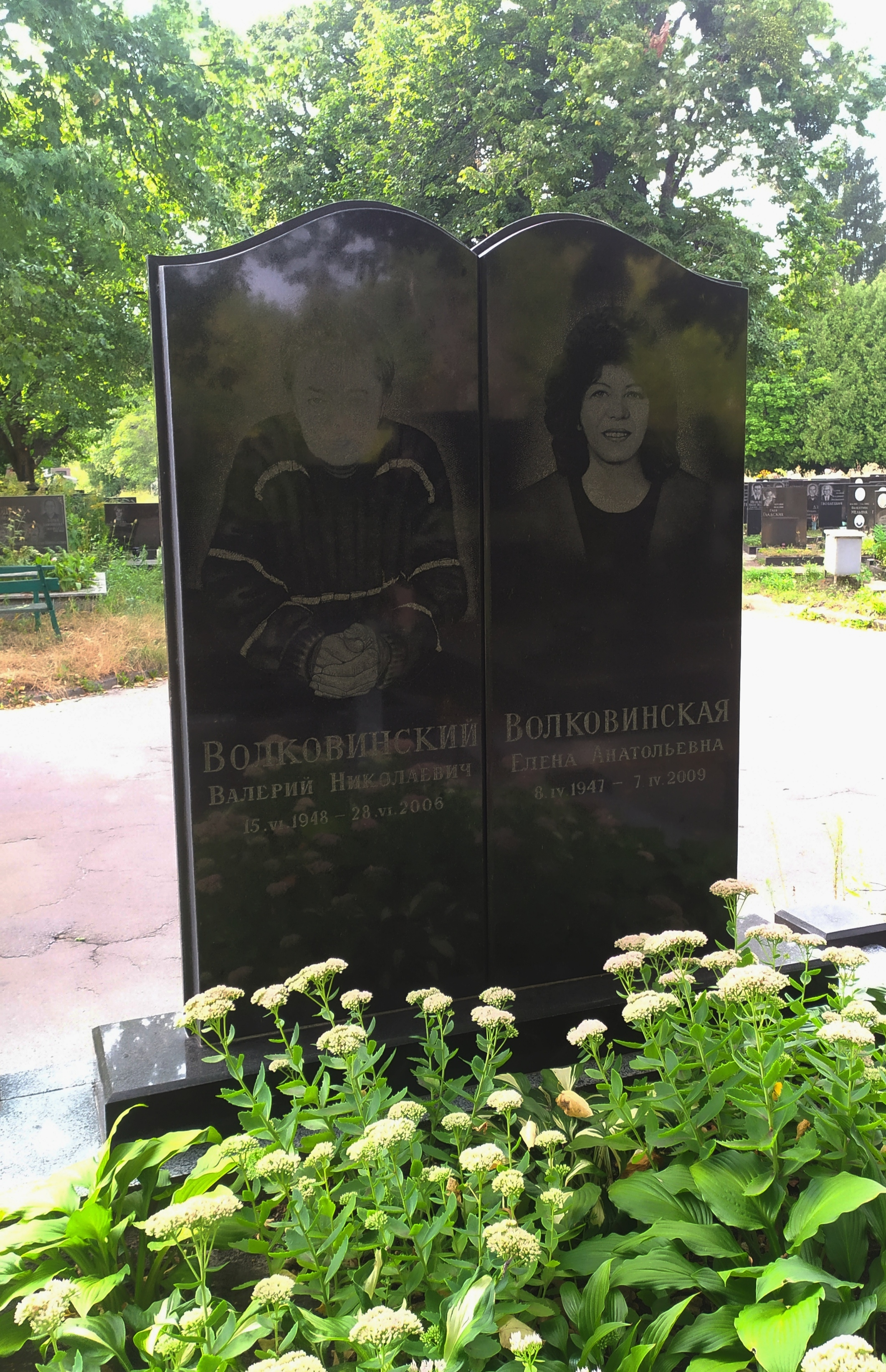
Могила Валерія Волковинського, Берковецьке кладовище

У 1991 році обійняв посаду старшого, а в 1996 році — провідного наукового співробітника Інституту історії України НАНУ. У цьому ж інституті в 1996 році захистив докторську дисертацію «Нестор Махно в історії національно визвольних змагань в Україні».
Дружина — науковиця-історик, наукова співробітниця Національного музею історії України Олена Волковинська (1947—2009).
Помер після тяжкої хвороби 28 червня 2006 року. Похований на Берковецькому кладовищі разом з дружиною.

## Наукові інтереси
Науковий доробок вченого складають близько десяти монографій, брошур, та більш як 300 великих та маленьких публікацій з історії України XIX—XX століть, питань архівознавства, джерелознавства, археографії. Відомий також як один з авторів низки колективних монографій та довідників, зокрема:
- «Государственные архивы Украинской ССР» (Київ, 1998);

- «Маршрутами історії» (Київ, 1990);

- «Етнонаціональний розвиток України» (Київ, 1993);

- «Сторінки історії України» (Київ, 1995);

- «Малий словник історії України» (Київ, 1997);

- «Українське питання в Російській імперії (кінець XIX — початок XX ст.)» (Київ, 1999).

Серед авторських монографій історика вирізняються праці, присвячені Михайлові Фрунзе, Павлу Постишеву, Християну Раковському, Нестору Махну:
- Революційний тероризм в Російській імперії і Україна (друга половина XIX ст. — початок ХХ ст.). — К., 2006.

- Політичний терор і тероризм в Україні ХІХ–ХХ ст.: Історичні нариси. — К., 2002 (у співавт.).

- Історія України в особах XIX—XX ст. — К., 1995 (у співавт.).

- Нестор Махно: легенди і дійсність. — К., 1994.

- Батько Махно. — К., 1992.

- Махно и его крах. — М., 1991.

- Армія і народ. 20–30-і роки. — К., 1990.

- Павел Петрович Постышев. — К., 1987.

- М. В. Фрунзе на Україні. — К., 1985.

Остання монографія Валерія Волковинського присвячена проблемі революційного тероризму в Російській імперії.

## Нагороди
У 1985 році був нагороджений медаллю ВДНГ СРСР.
У 1986 році відзначений знаком «Відмінник архівної справи СССР».